# Fritigern
Fritigern (în gotă Friþugairns „doritor de pace”, în latină Fritigernus) a fost un conducător al vizigoților în perioada anilor 370-380. A condus oastea gotǎ în bătălia de la Adrianopol, înfrângând oastea Imperiului de Răsărit, condusǎ de împǎratul Valens, care cade pe câmpul de luptǎ. Semneazǎ cu Teodosiu I o pace favorabilǎ care le va permite goților sǎ se stabileascǎ în Tracia pe drept de popor aliat. Moare probabil în anul 382.